# Thivet
Thivet – miejscowość i gmina we Francji, w regionie Grand Est, w departamencie Górna Marna.
Według danych na rok 1990 gminę zamieszkiwało 295 osób, a gęstość zaludnienia wynosiła 19 osób/km².